# Errett Lobban Cord

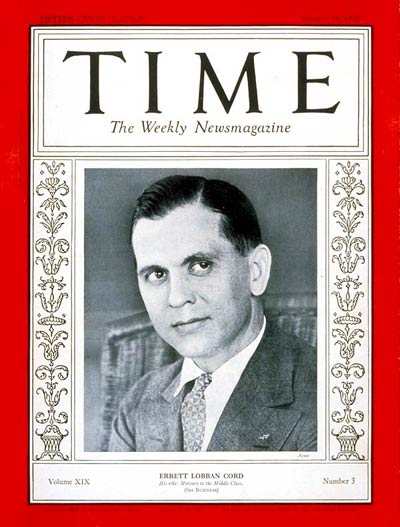
Errett Lobban Cord auf dem Titelblatt des Time Magazine (18. Januar 1932).

Errett Lobban Cord (* 20. Juli 1894 in Warrensburg, Missouri, USA; † 2. Januar 1974 in Reno, Nevada) war ein Industrieller und Unternehmer mit Interessen überwiegend im US-amerikanischen Transportwesen.

## Herkunft
Seine Familie hatte schottische Wurzeln; seine Eltern waren der Plantagenbesitzer Charles W. Cord (1854–1911) und Ida Lobban Cord (1864–1955). Die Familie zog mehrmals um und lebte 1911, im Todesjahr des Vaters, in Los Angeles.

## Karriereanfang
Hier ging er mit 17 Jahren von der Schule ab und arbeitete als Autoverkäufer und Tankwart. Sein Geschäftsfeld erweiterte er, indem er Gebrauchtwagen aufbereitete und auf eigene Rechnung verkaufte; zudem fuhr er Autorennen mit modifizierten Ford Modell T und präparierte seine und fremde Fahrzeuge. Zu seinen Kunden gehörten auch Größen aus dem Filmgeschäft in Hollywood. Über seine frühe berufliche Karriere gibt es nur ungenaue Angaben. Er ließ sich gerne mit dem Aussage zitieren, dass er jeweils in drei Branchen ein Vermögen von US$ 50.000,- angehäuft und wieder verloren hatte, ehe er 21 Jahre alt geworden war.

## Quinlan Motors und Moon

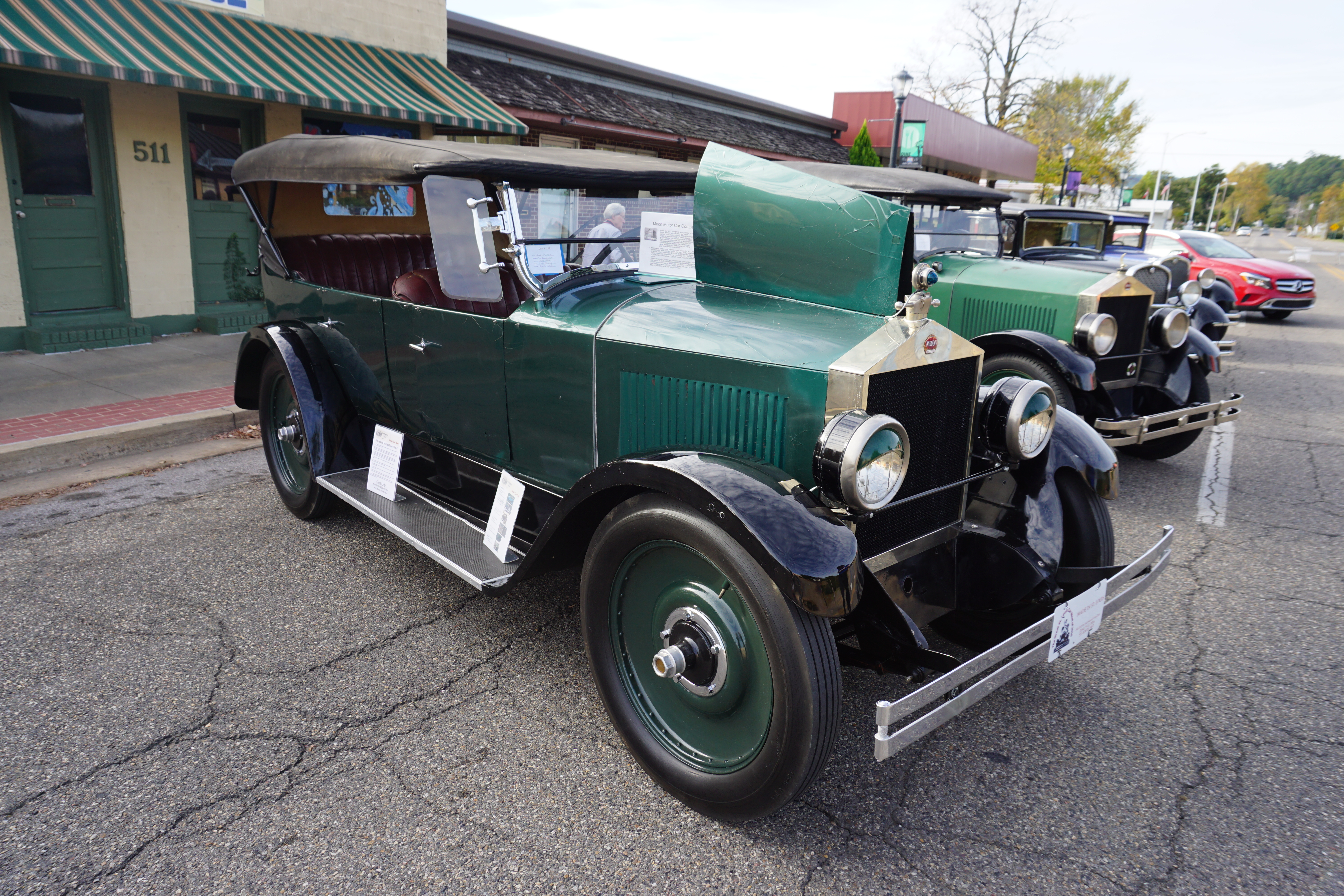
Moon 6-40 Touring (1923).

Um 1918 ging er nach Chicago, Illinois, wo er zunächst LKW und dann Automobile verkaufte, zuletzt bei der Quinlan Motor Company, dem Regionalvertreter der PKW-Marke Moon. Hier war er so erfolgreich, dass er sich am Unternehmen beteiligen konnte und 1922 die Geschäftsführung übernahm. Das Unternehmen wurde zur erfolgreichsten Moon-Vertretung. Er gründete in Chicago die Dealer's Sales Corporation und brachte 15 lokale Moon-Händler dazu, sich mit je US$ 15.000,- zu beteiligen. Das Unternehmen unterhielt eine Ausstellung an guter Lage in Chicago, und die Händler schickten Kunden hierher um Autos zu sehen, die sie in ihren kleinen Vertretungen nicht zeigen konnten. Kaufte der Kunde hier statt bei ihnen, verdienten sie an den Dividenden der Dealer's Sales Corporation. Eine andere Idee war, ein spezielles Modell mit Zubehör besonders aufzuwerten und zu einem Spezialpreis zu verkaufen. So entstand der Winsome, ein Moon 6-40 Touring mit festem Dach.
Bei Moon verfolgte man die Entwicklung und Quinlan übernahm auch die Gebietsvertretung für Wisconsin und das nördliche Michigan. Damit verbunden war ein Umzug von Cord nach Milwaukee, Wisconsin.

## Auburn

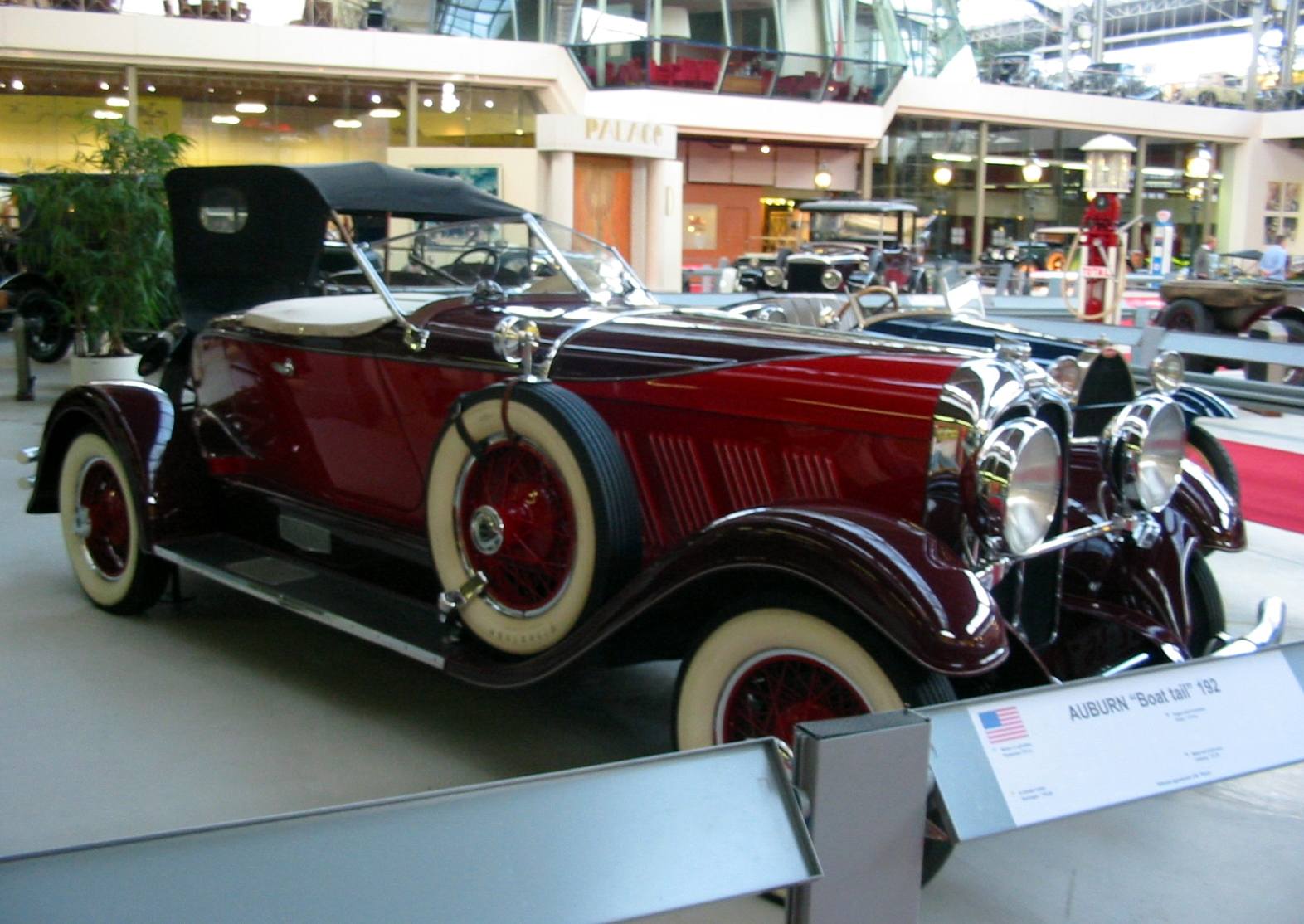
Auburn 8-120 Boattail Speedster (1929).

Cord verfügte mit seiner Beteiligung und seinem privaten Vermögen über ein gutes finanzielles Polster und suchte nun eine neue berufliche Herausforderung bei einem Automobilhersteller. John Quinlan stellte die Verbindung her zu Ralph Bard, einem der Investoren der Auburn Automobile Company.
Obwohl es 1922 122 Automobilhersteller in den USA gab, war der Markt sehr konzentriert. Nur sechs Autobauer produzierten zusammen 85 % aller PKW – allein Ford 55 %; General Motors, Dodge Brothers, Studebaker, Willys-Overland und Hudson zusammen um 30 %. Bei den übrigen Herstellern, zu denen auch Auburn gehörte, verließen jährlich zwischen einigen Dutzend und wenigen tausend Fahrzeugen das Werk. Gegründet 1900, gehörte Auburn zu den ältesten Autobauern des Landes. Das Unternehmen genoss einen guten Ruf und war 1919 an eine Investorengruppe um William Wrigley junior verkauft worden. Seit dem Rekordergebnis dieses Jahres mit 6.062 gebauten Fahrzeugen waren die Verkäufe bis 1923 um über die Hälfte eingebrochen. 1924 wurden täglich nur sechs Automobile fertiggestellt, und auch die ließen sich nur zum Teil verkaufen. Auburn war dank ausreichend Betriebsmitteln zwar nicht konkursreif, aber angeschlagen, und hatte nicht die richtige Führung um das Blatt zu wenden. Bis zu 700 Autos standen angeblich auf Halde.
E.L. Cord kam am 15. Juli 1924 nach Auburn und nahm sich mehrere Wochen Zeit für die Analyse und zur Erarbeitung seiner Maßnahmen vor. Sein Bericht wurde positiv aufgenommen, und Cord erhielt ein Vertragsangebot mit einem Jahresgehalt von US$ 36.000,-. Er lehnte jedoch eine Anstellung auf Gehaltsbasis ab und schlug stattdessen eine Gewinnbeteiligung von 20 % vor; zusätzlich verlangte er im Erfolgsfall das Vorkaufsrecht auf die Inhaberaktien des Unternehmens, was ihm die Kontrolle sichern würde, und freie Hand in seinen Entscheidungen. Die Eigentümer stimmten widerstrebend zu und ab September 1924 war Cord Vizepräsident und Geschäftsführer.
Den Abverkauf der auf Halde liegenden Fahrzeuge erreichte Cord durch einfache Mittel. Die Fahrzeuge wurden optisch aufgewertet mit vernickelten Kühlermasken, attraktiveren Farben und günstigen Preisen. Die Lagerfahrzeuge konnten innerhalb weniger Wochen verkauft werden. 1925 wurden mit dem 8-63 und 8-88 erstmals Achtzylindermodelle eingeführt.
3.735.171 Automobile wurden 1925 in den USA hergestellt, 17,24 % mehr als im Vorjahr. 5.599 davon steuerte Auburn bei. Für den kleinen Hersteller war das eine Steigerung um 114,8 %. Mit Hilfe des Brokers Lucius B. Manning brachte Cord die Auburn-Aktie bereits 1925 an die Chicago Stock Exchange. Per 1. November 1925 war Auburn schuldenfrei. An der Generalversammlung vom 1. Februar 1926 wurde Errett Cord zum Präsidenten gewählt.
Auch in den Jahren 1926 und 1927 verdoppelte Auburn seinen Ausstoß.

## Bedeutende Erwerbungen

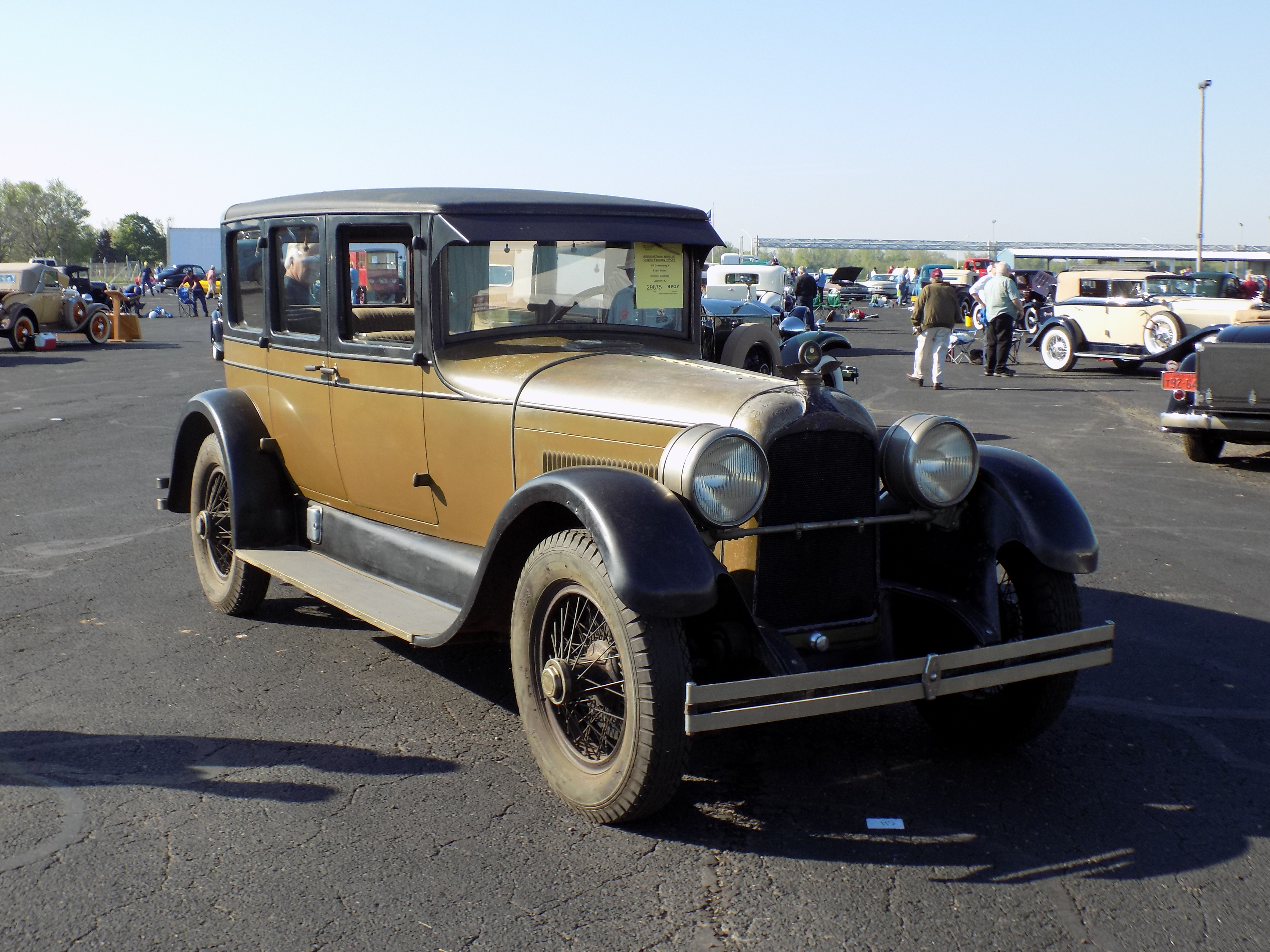
Duesenberg Model A Limousine (1926).

Im Oktober 1926 erwarb Cord die Duesenberg, Inc. in Indianapolis und rettete das Unternehmen nach einer fehlgeschlagenen Sanierung vor der Insolvenz. Es wurde im September 1927 Bestandteil eines Kombinats aus Duesenberg, dem Motorenhersteller Lycoming Manufacturing Company und der Limousine Body Company. Im Mai 1928 erwarb Cord die Mehrheit am Karosseriebaubetrieb Central Manufacturing Company.

## Cord Corporation
Aus seinen Unternehmungen formte er am 14. Juni 1929 die Cord Corporation. Am Ende kontrollierte er über 150 Unternehmen, u. a. auch die späteren American Airlines.

### Fluggesellschaften

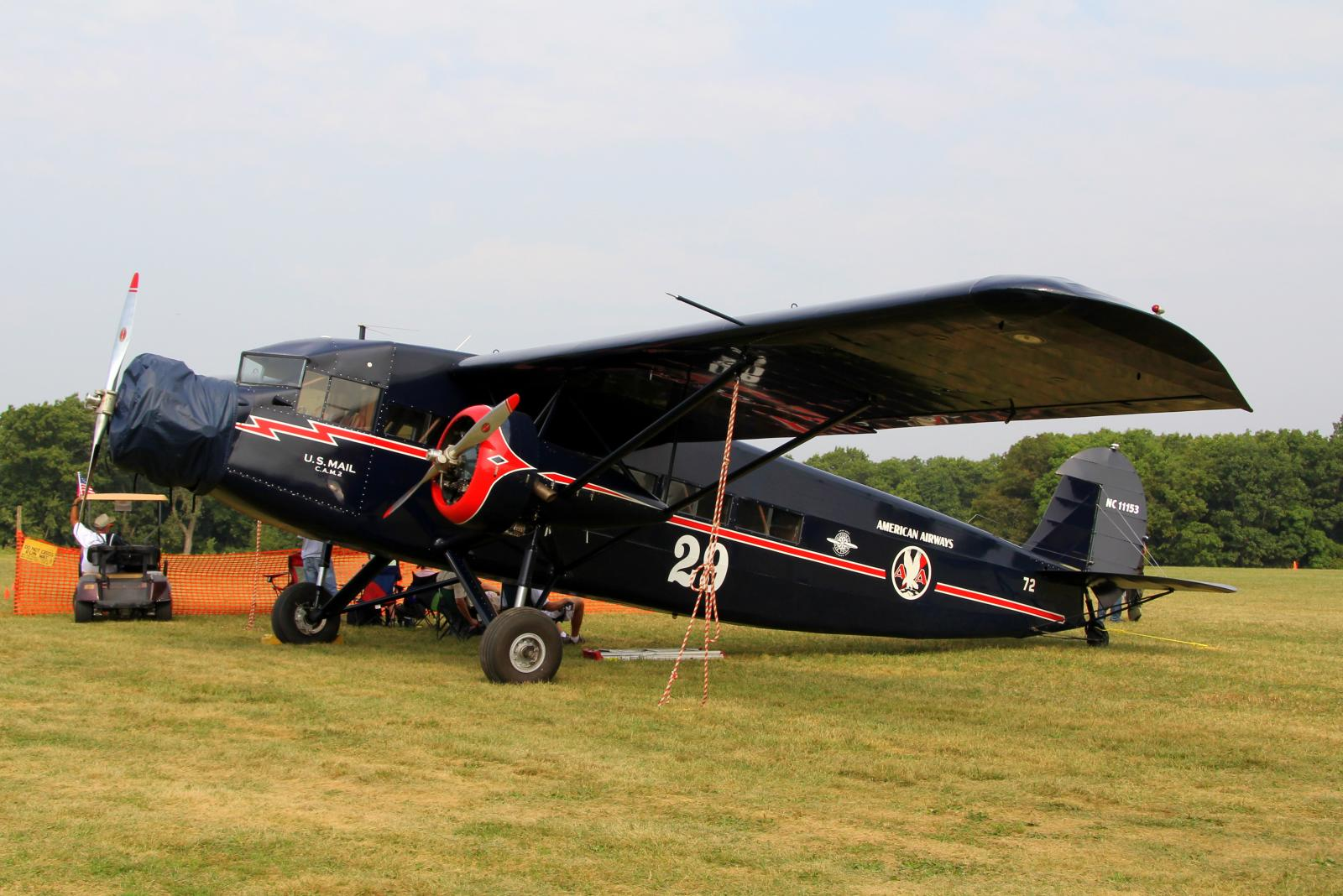
Stinson SM-6000-B in den Farben von American Airways (1931).

Ende 1930 kündigte Errett Cord die Gründung von Century Air Lines in Chicago an, eine Post- und Frachtluftfahrtgesellschaft. Sie bestellte 100 Stinson-Flugzeuge mit Lycoming-Motoren. Anfang 1932 versuchte die Aviation Corporation (AVCO, Muttergesellschaft von American Airways), eine feindliche Übernahme von Century. Cord war wenig erfreut und begann seinerseits im Geheimen, AVCO-Aktien aufzukaufen und präsentierte sich im Herbst 1932 als neuer Großaktionär, der nun mit einem Anteil von 34 % sowohl AVCO wie auch Century kontrollierte.
1935 kam es zu einer Umstrukturierung, in der die Cord Corporation Bestandteil von AVCO wurde.
1937 musste er sich aus diesem Geschäft zurückziehen, um eine feindliche Übernahme zu verhindern.
Von 1934 bis 1936 weilte Cord in Großbritannien. 1936 zog er sich aus dem Geschäft zurück und verkaufte seine Anteile 1937 an Emanuel & Co., Schroder, Rockefeller & Co. und eine Gruppe Geschäftsleute um Lucius Manning. 1937 wurde die Einstellung aller Auto-Aktivitäten angekündigt und 1938 übernahm die Felz Motor Company das Ersatzteillager von Duesenberg, Inc. Die Dallas Winslow, Inc. kaufte die Markenrechte an Auburn und Cord sowie das verbliebene Inventar dieser Marken. Sie gab das Gesamtpaket Anfang der 1960er Jahre an den Geschäftsmann Glen Pray weiter.

## Späteres Leben
Er zog sich ganz an die Westküste zurück, wo ihm bereits 1932 der Architekt Paul Revere Williams  ein riesiges Anwesen mit 16 Schlaf- und 22 Badezimmern errichtet hatte und baute in Kalifornien und Nevada ein Rundfunkimperium auf.
In den 1940er Jahren gehörte Erret Cord für kurze Zeit dem Senat von Nevada an.
Liebhabern von Oldtimern ist Cord durch die damals innovativen Fahrzeuge Auburn 851 "Boattail" Speedster, Cord L-29 und Cord 810 bekannt.

## Ehrungen
- Erret Lobban Cord wurde zweimal auf dem Cover des Time-Magazine abgebildet: Am 18. Januar 1932 und am 23. April 1934.
- Er wurde 1976 in die Automotive Hall of Fame aufgenommen.[12]